# スマホ拾っただけなのに
『スマホ拾っただけなのに』（スマホひろっただけなのに、英題：PHONE OF THE DEAD）は、中元雄（ナカモト ユウ）による日本の映画作品。

## 概要
「あるスマホ」を拾ってしまった若者たちの体験を描いたホラーサスペンス、コメディ映画。プロダクション側は『スマホラー』、主演の冨手麻妙は『ホラー×童貞』とジャンルを紹介している。
2019年3月にゆうばり国際ファンタスティック映画祭2019で上映。4月17日よりDVDレンタルおよび配信が開始。
冨手主演の作品とされているが、ストーリー自体は齊藤友暁が演ずるサイトーを中心に進行する。齊藤が主演と表現されていることもある。
同日にレンタルを開始した類似タイトルの映画作品があり混同しそうになるが、あくまで登場人物・サイトーの台詞から採った偶然であり内容はその作品のパロディ要素もない全く別物（ただし、パッケージデザインは類似タイトル作品に寄せており、監督の中元による宣伝動画では類似タイトル作品と並べていることから、意図的に混同を狙ったものと思われる）。海外スプラッタホラー作品のオマージュが散りばめられており、中元雄が監督・脚本を担当する。

## 登場人物
ユウカ / アミ
演 - 冨手麻妙
スマホを落としてしまった女性。苗字はタサキ。群馬県太田市在住。童顔で学生に間違われやすいが社会人。とはいえ若者らしく黒電話のかけ方を知らない。コートの下はニット服を着用しており、童貞男子垂涎の巨乳の持ち主。
サイトー
演 - 齊藤友暁
スマホを拾った黒縁メガネの映画オタク。童貞ゆえの妄想癖がある。頭の中には理想のヒーローがいて活躍するが、現実ではもっぱら体が動かない。スズキ、アオヤマとともに城南大学映画研究会の卒業旅行として群馬に出かける。持っている免許はオートマ限定。
スズキ
演 - 茶谷優太
映画研究会の一員。アクション映画が大好きなキザ野郎。恋を求め、うざいほど積極的。似合わないサングラスをかけている。携帯電話は通信制限中。メンバー唯一マニュアル車の運転ができる。
アオヤマ
演 - キャッチャー中澤
映画研究会の一員。ホラー映画見過ぎのデブ。赤メガネの食いしん坊。持ってる免許は原チャリのみ。
チェーンソーじじい / 高橋ケイゾウ
演 - 古川慎
ばばあの旦那。エプロン姿でチェーンソーを振り回す。
鎌ばばあ / 高橋トヨコ
演 - 美谷和枝
バタリアンのオバンバそっくりらしい婆。
襲われた女性 / 高橋ミユ
演 - 神田美優
ばばあの家を訪ねたメガネの女性。
アミのカレシ。
演 - ウメモトジンギ
坊主でジャージ姿の男。
アミの後輩。
演 - 安田ユウ
長髪の男。
警官
演 - 大迫茂生
拳銃を持つ警官。
ナナミ
演 - 向後桃
サイトーが好きな女性。
写真の女性
演 - 田中聖樹子
写真の男性
演 - 上ノ町優仁

## スタッフ
- 監督・脚本・編集：中元雄
- 音楽：masaki kawasaki
- 企画：利倉亮
- プロデューサー：江尻健司
- 撮影：田宮健彦
- 録音：大塚学
- 美術装飾：畝本冬花
- メイク：北野恵利
- 特殊造形：西村喜廣、下畑和秀
- 制作：山田剛史
- 録音：大塚学
- 美術装飾：畝本冬花
- メイク：北野恵利
- 撮影：田宮健彦
- 撮影協力：わたらせフィルムコミッション、桐生市役所観光交流課、ビジネスホテル西桐生、梅田湖畔雪乃屋、上毛電気鉄道、桐生山鳳仙寺、桐生市有鄰館、藤生材木店、桐生市梅田町2丁目のみなさん
- 制作協力：NAKAMOTO FILM
- 制作：レジェンド・ピクチャーズ